# You Don't Miss Your Water
„You Don't Miss Your Water“ je píseň amerického zpěváka Williama Bella. Šlo o jeho vůbec první singl; tato píseň vyšla na jeho A-straně, na B-straně byla skladba „Formula of Love“. Píseň později také vyšla na albu The Soul of a Bell. Píseň později nahráli například Otis Redding (album Otis Blue, 1965), The Byrds (Sweetheart of the Rodeo, 1968), Taj Mahal (The Natch'l Blues, 1968) nebo Brian Eno (soundtrack k filmu Manželství s mafií, 1988).